# Reiner Ignác
Reiner Ignác (Gyulafehérvár, 1861. február 14. – Budapest, 1917. július 11.) jogi író.

## Életpályája
Középiskoláit a gyulafehérvári és temesvári főgimnáziumban végezte el. A budapesti egyetemen jogi doktori oklevelet, majd ügyvédi oklevelet szerzett. 1882-ben az igazságügyminisztérium szolgálatába lépett, ahol 1895-ben titkár, 1901-ben miniszteri osztálytanácsos lett.
Cikkei megjelentek a Jogtudományi Közlönyben, a Jogi Szemlében és a Magyar Szalonban.

## Családja
Édesapja, Reiner Zsigmond (1813–1893) orvos volt. Reiner Zsigmond (1862–1907) jogász és Reiner János (1865–1938) jogtudós testvére.

## Művei
- A magyar kir. bíróságok szervezete és területi beosztása (Budapest, 1886)
- A közjegyzői törvény magyarázata (Budapest, 1886)
- A magyar ügyvédség (Budapest, 1888)
- A bírói és ügyészi szervezet módosításáról szóló törvény magyarázata
- Az erdélyi birtokrendezési eljárásról szóló törvény módosítása és kiegészítése
- A büntető intézetek Magyarországban (Budapest, 1898, franciául és németül is)
- A kegyelmezési jog (Budapest, 1903)